# 마곳 키더
마고 키더(Margot Kidder, 1948년 10월 17일 ~ 2018년 5월 13일)는 캐나다, 미국의 배우, 운동가이다.
1960년대 후반, 캐나다 토론토를 중심으로 연기 활동을 시작했다. 1970년대 들어 브라이언 드 팔마 감독 영화 《시스터스》 등으로 이름을 알려나갔다. 1975년에는 플레이보이 지를 통해 누드샷을 선보였다. 무엇보다도 1978년부터 영화 《슈퍼맨》, 《슈퍼맨 2》, 《슈퍼맨 3》, 《슈퍼맨 4: 최강의 적》에서 로이스 레인 역으로 출연하면서 전세계적으로 이름을 알렸다.
1980년 후반부터는 경력적으로 하락세를 보였으며, 1996년 조증 에피소드와 신경쇠약을 겪는 모습이 대대적으로 알려졌다. 하지만 이를 이겨내고 2000년대에 들어 독립 영화와 텔레비전 작품을 중심으로 꾸준히 연기활동을 했으며, 2015년 어린이 텔레비전 방송 《더 하운팅 아워》 시리즈에서의 역할을 통해 데이타임 에미상을 수상했다. 스크린과 브라운관 외에 브로드웨이 연극계에서도 활동을 했다.
2005년 미국으로 귀화해 미국민이 되었다. 생애 말년에는 정치, 환경, 반전 운동가로도 활동했다.
2018년 5월 13일 미국 몬태나주 리빙스턴의 자택에서 69세를 일기로 숨졌다.

## 작품 목록
- 시스터스 (1973)
- 어 콰이어트 데이 인 벨파스트 (1974)
- 블랙 크리스마스 (1974)
- 슈퍼맨 (1978)
- 아미티빌의 저주 (1979)
- 슈퍼맨 2 (1980) - 로이스 레인 역
- 비탄 (Heartaches, 1981)
- 슈퍼맨 3 (1983)
- 슈퍼맨 4: 최강의 적 (1987)
- 서비튜드 (2011)
- 포 로빙 더 데드 (2011)
- 맷츠 챈스 (2013)
- 더 디펜더블 (2014)